# Стецівська волость (Олександрійський повіт)
Стецівська волость — історична адміністративно-територіальна одиниця Олександрійського повіту Херсонської губернії.
Станом на 1886 рік складалася з 5 поселення, 5 сільських громад. Населення — 11616 осіб (5724 чоловічої статі та 5892 — жіночої), 2145 дворових господарства.
|                     | Площа, десятин | У тому числі орної, дес. |
| ------------------- | -------------- | ------------------------ |
| Сільських громад    | 20847          | 13911                    |
| Приватної власності | 270            | —                        |
| Казенної власності  | 299            | 113                      |
| Іншої власності     | 274            | 230                      |
| Загалом             | 21690          | 14254                    |

Поселення волості:
- Стецівка — село при річці Тясминка за 50 верст від повітового міста, 3861 особа, 728 дворів, школа, поштова станція, 2 лавки. За 8 верст — винокурний завод.
- Андрусівка — село при річці Тясминка, 3060 осіб, 512 дворів, православна церква.
- Вершаці (Нестерівка) — село при річці Ірклій, 2240 осіб, 441 двір, 2 православні церкви, школа.
- Галаганівка — село при річці Тясминка, 3060 осіб, 512 дворів, православна церква.
- Калантаївка — село при річці Тясминка, 1274 особи, 253 двори, православна церква, лавка.